# ザ・ブセナテラス
ザ・ブセナテラスは、沖縄県名護市の部瀬名岬にある高級リゾートホテル。九州・沖縄サミットの主会場となった万国津梁館に隣接している。

## 概要
ザ・テラスホテルズの第1号ホテルである。
沖縄本島北部の名護市、東シナ海に面する部瀬名（ぶせな）岬の先端にあり、沖縄県下はもとより、国内ホテルにおいても最高級の部類に入るリゾートホテルである。なお、「ブセナ」とはこのホテルが建っている部瀬名（ぶせな）岬に由来する。
第三セクターであるブセナリゾート株式会社（現:ザ・テラスホテルズ）により、ブセナリゾート開発事業として、｢部瀬名岬地域海浜リゾートマスタープラン(平成2年1月･沖縄県策定)」に基づいて国際的に通用する滞在型リゾート地として整備された。
「自然との調和、自然への回帰」をコンセプトに、部瀬名岬全体を使ったゆったりとした建物配置をとり、部瀬名岬は全てこのホテルの敷地になっている。敷地内にはシャトルバスを走らせている。ホテルの建物は自然の風が通り抜けるようなオープンエアスタイルの建物構造を取っており、大半の部屋はオーシャンビューで、一年中快適に過ごすことができる。また、2000年7月に行われたG8首脳サミットの開催地である万国津梁館や、その際に作られたコテージ風宿泊施設「クラブコテージ」、ブセナ海中公園が敷地内に併設されている。ブセナ海中公園および海中展望塔は、本土復帰より早く1970年に開業したもので、沖縄観光開発事業団（現沖縄観光コンベンションビューロー）が建設したものである。
24時間のバトラーサービスや敷地内に点在する10店舗の多彩なレストラン、コンビニ、プライベートビーチや屋内外プール、ジャグジー、エステルームなどが用意されており、国内でも屈指のハイグレードな滞在形リゾートを満喫できる。

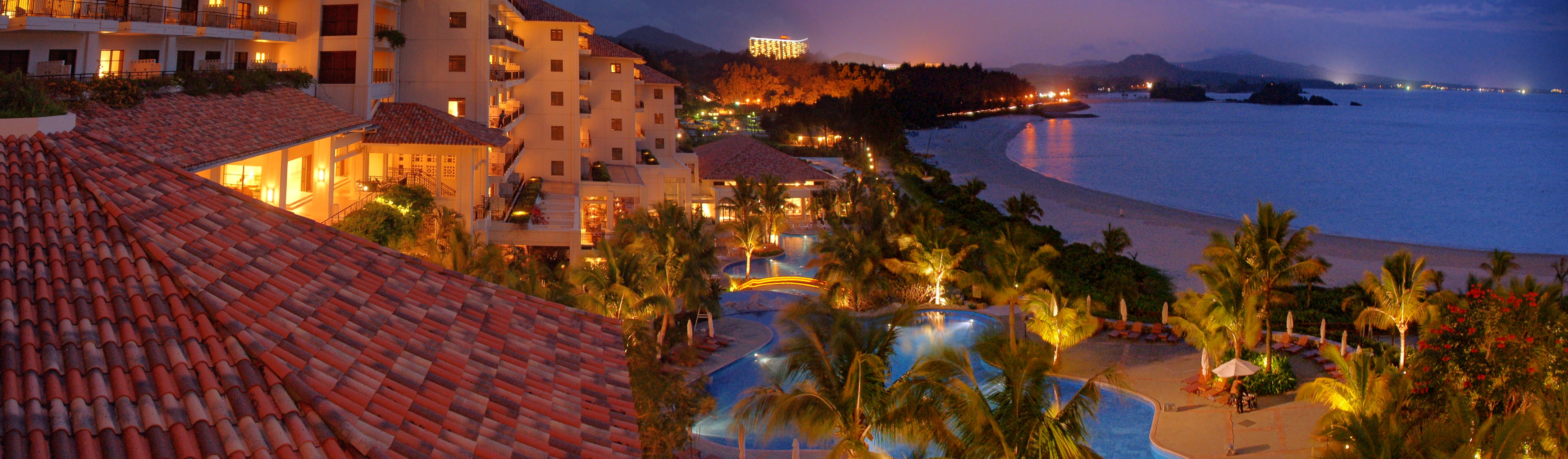
ホテル、ガーデンとビーチの夜景

## 部屋の種類
- クラブコテージ（各室専用プール付きのコテージ。ベッドルームのガラス戸が全開になり、海やプールなどをインテリアのように映し出すことが出来る。ホテルから離れた部瀬名岬の先端、万国津梁館そばに所在。コテージ内宿泊者以外は立ち入ることが出来ない）
  - プレジデンシャルスイート
  - ラグジュリアススイート （1階建てコテージ）
  - スーペリアスイート （2階建てコテージの1階）
  - デラックススイート （2階建てコテージの2階）
- クラブフロア（ホテル内でドアを介して別エリアとして所在。専用のラウンジを使うことが出来る。クラブフロア内宿泊者以外は立ち入ることが出来ない）
  - ロイヤルスイート
  - クラブスイート
  - テラススイート
  - デラックスエレガント
- スタンダードフロア
  - ガセボテラス（ホテル1階に所在。専用のジャグジーを有している）
  - メゾネット（オーシャンビュー、ガーデンビュー）
  - デラックスエレガント
  - デラックスナチュラルオーシャンビュー
  - デラックスナチュラルガーデンビュー（この部屋はオーシャンビューではない）

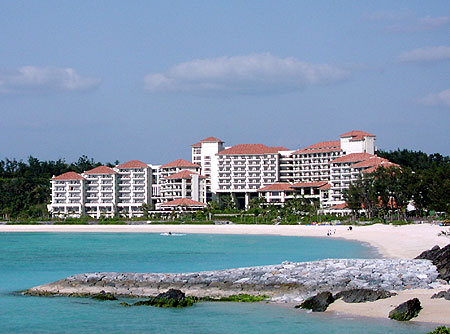
ホテル
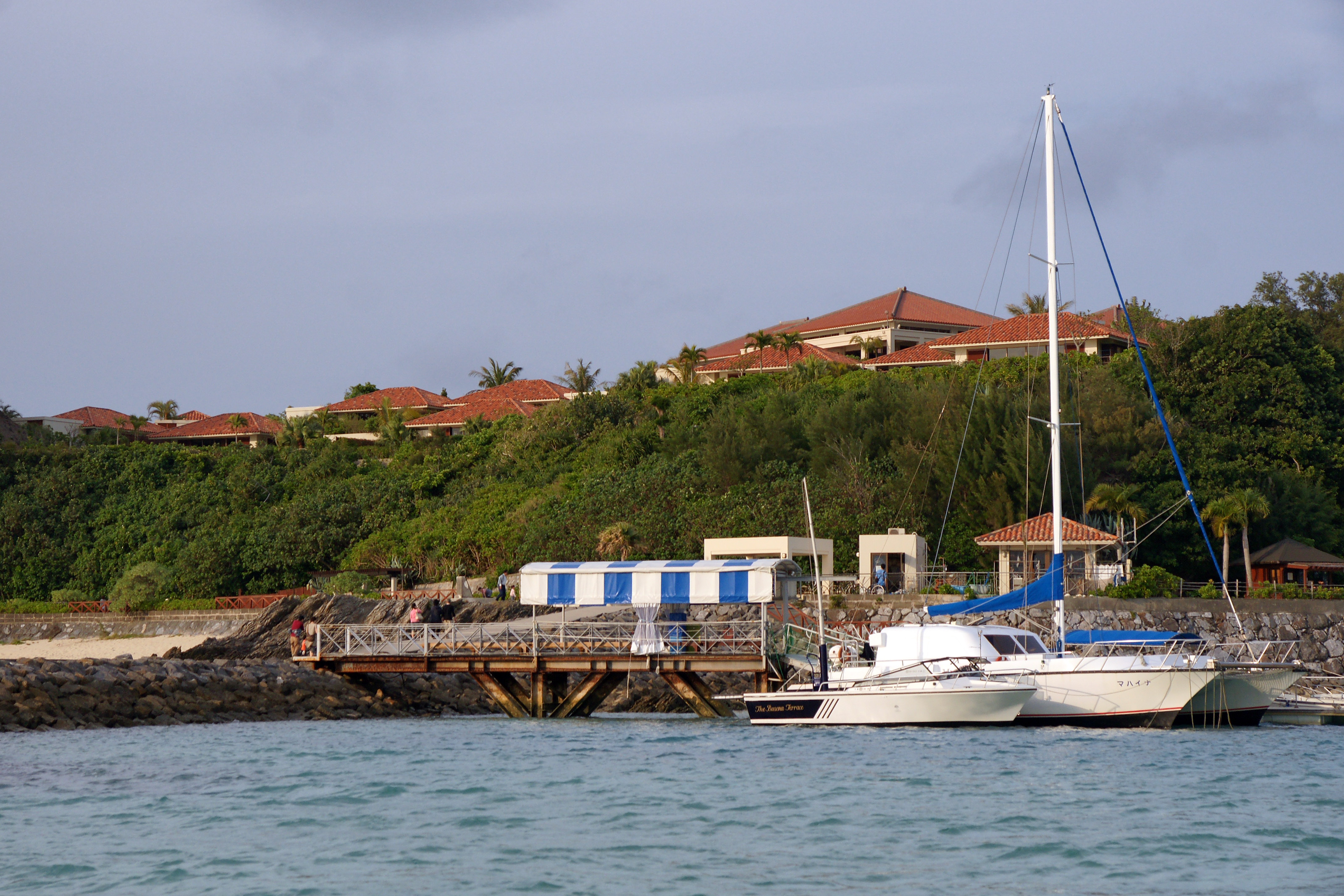
コテージ
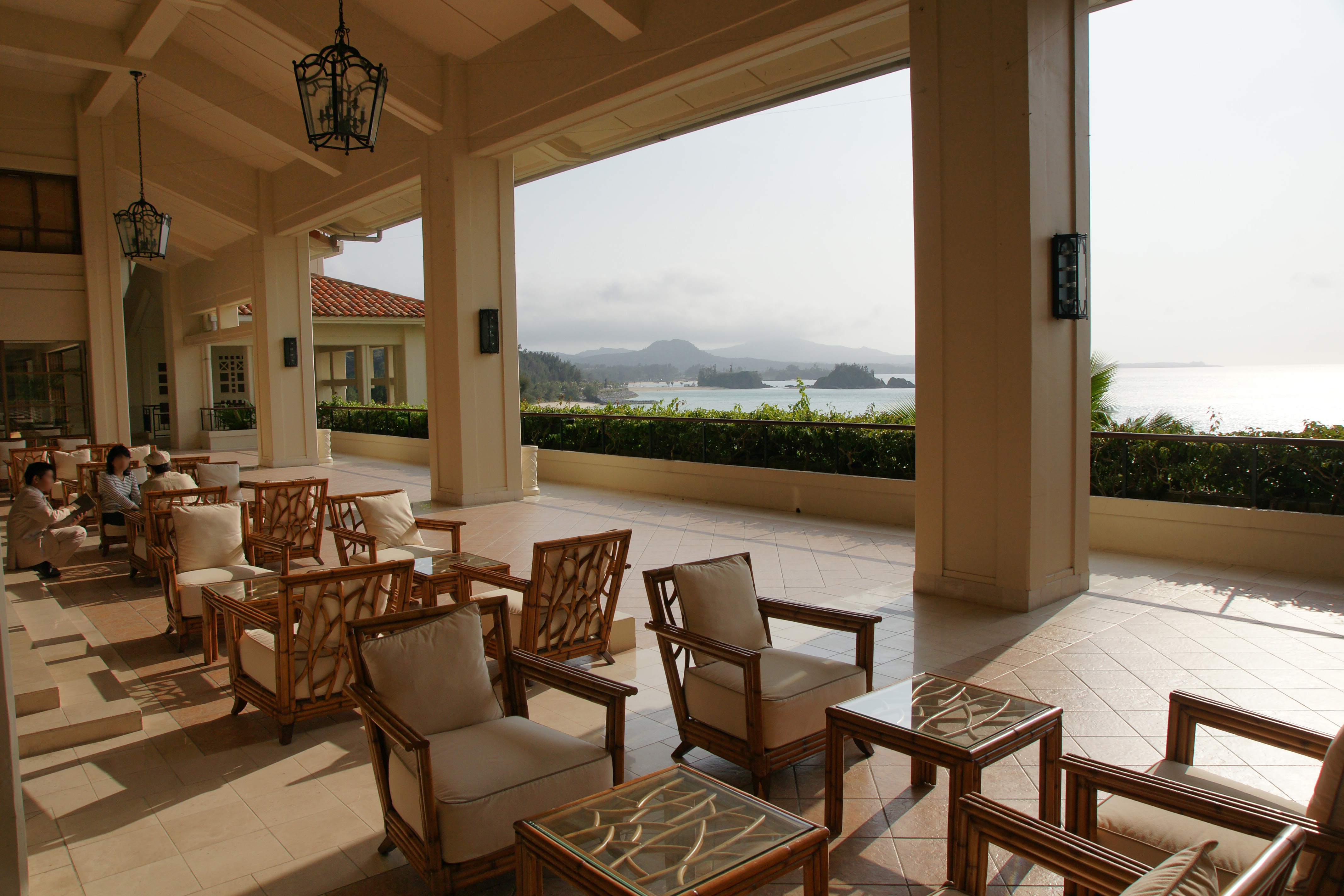
ホテルロビーのテラス
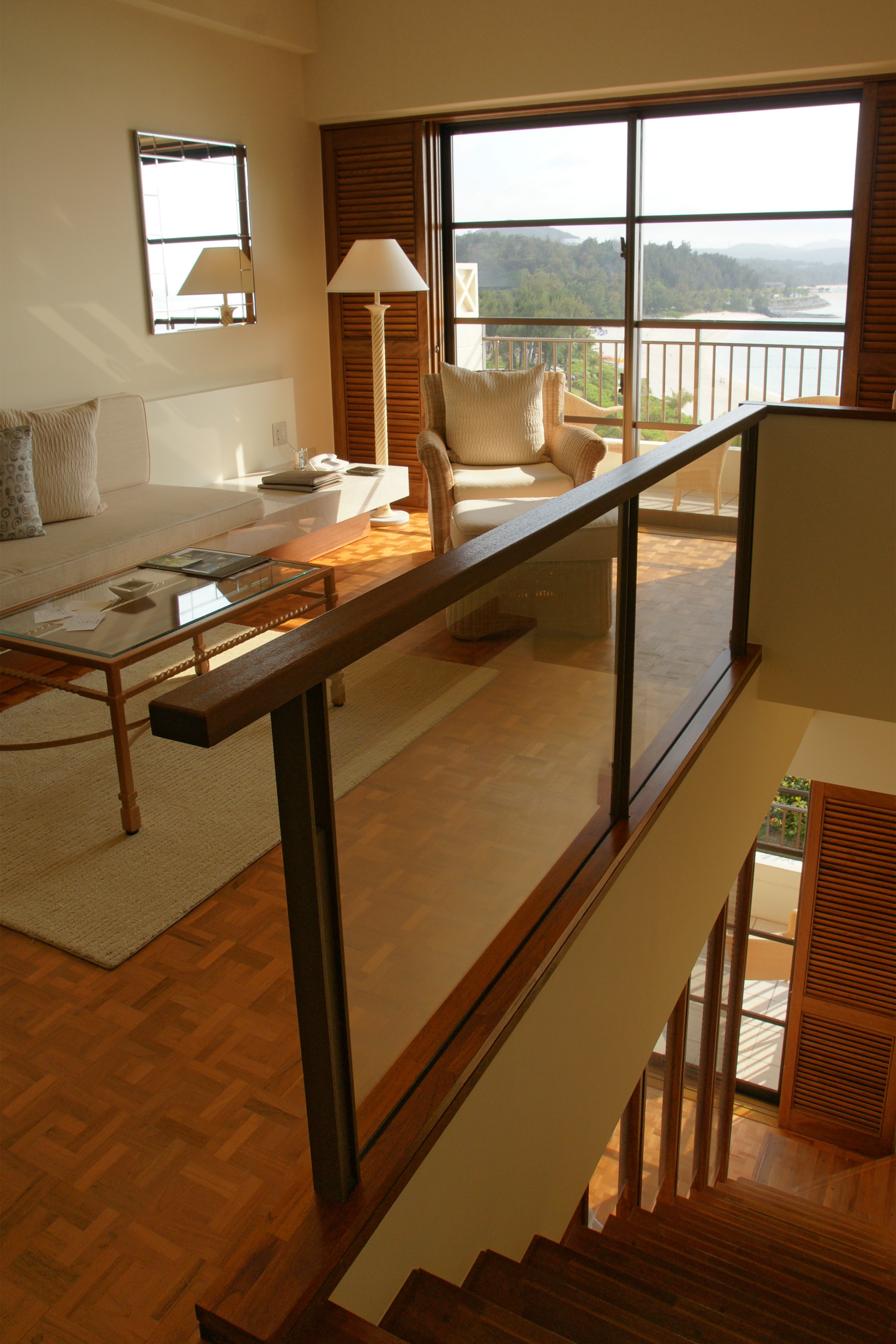
ホテルの客室例

## 歴史
- 1968年 沖縄観光開発事業団が、部瀬名岬に沖縄海中公園および海中展望塔の建設を開始。
- 1970年 沖縄海中公園および海中展望塔が開業。
- 1981年8月 沖縄県は第二次沖縄開発振興計画の中で将来の観光需要に対応した「海浜リゾート開発推進」を盛込む方針を決定。
- 1982年 沖縄県が「海中公園を中心とした地区（部瀬名岬）」の再開発を発表。
- 1987年 総合保養地域整備法・同法施行令（いわゆるリゾート法）が公布、施行される。それに伴い、沖縄県は「海中公園を中心とした地区（部瀬名岬）」を長期滞在型リゾートエリアとして再開発し、第三セクター方式で運営する方針を固める。知事の諮問機関として「部瀬名岬地域再開発検討委員会」を設置。
- 1988年 沖縄県部瀬名岬地域再開発検討委員会が「部瀬名岬地域再開発構想」を知事へ答申。
- 1990年 沖縄県が「部瀬名岬地域海浜リゾートマスタープラン」を策定し、「ブセナリゾート開発推進行政連絡会議」を設置。その後、沖縄県が「リゾート沖縄マスタープラン」を策定。開発のための第三セクターとしてブセナリゾート株式会社を設立。10月に沖縄県が「総合保養地域の整備に関する基本構想（沖縄トロピカルリゾート構想）」を決定。
  - なお、沖縄トロピカルリゾート構想は平成20年3月24日に構想廃止されている
- 1991年 ブセナリゾート株式会社が「ブセナリゾート開発計画」を策定。沖縄トロピカルリゾート構想が国土庁より承認され、その中でブセナ地域は、重点整備地区「恩納海岸地区」として位置づけられた。
- 1992年 沖縄海中公園および海中展望塔の営業を一時休止。
- 1993年 沖縄県とブセナリゾートの間で土地賃貸借契約を締結。名護市喜瀬区の間にも開発基本協定を締結。沖縄県知事が自然公園法に基づく国定公園事業(宿泊施設・休憩所施設)の施行について認可された。
- 1995年 ブセナ岬地区再開発事業基盤整備工事(第一期)が完了し、ホテル（ザ・ブセナテラス）が着工。
- 1997年 ザ・ブセナテラス開業。ホテルのほか、ブセナ岬地区内のリゾート施設（バニアンビレッジ、マリンハウス、シーフードマーケット、海中展望塔改装等）も開業した。
- 1999年 九州・沖縄サミットの沖縄開催（首脳会合）を万国津梁館に決定。沖縄開発庁長官から「観光振興地域」として指定を受ける。JTB協定旅館ホテル連盟選定「サービス優秀旅館ホテル表彰・大規模宿泊施設部門｣、沖縄地区｢サービス優秀ホテル｣を受賞
- 2000年 万国津梁館、クラブコテージ16棟、マリンハウス及び待合所が完成。7月に九州・沖縄サミット首脳会合が万国津梁館で開催される。
- 2002年 JTB協定旅館ホテル連盟選定「サービス優秀旅館 最優秀ホテル・大規模宿泊施設部門｣受賞。品質国際標準規格ISO9001取得。
- 2003年 第3回太平洋・島サミットが万国津梁館で開催される。
- 2005年 第4回太平洋・島サミットが万国津梁館で開催される。JTB協定旅館ホテル連盟選定「サービス優秀旅館 最優秀ホテル・大規模宿泊施設部門｣受賞（2度目）
- 2006年 2006年度沖縄ビジネス大賞（主催・県産業振興公社、県）人材育成部門受賞。開業10周年に向け、館内のリニューアルを開始。

## その他
- ザ・ブセナテラスのロゴマークは、ヤシ科の植物であるビロウの葉（沖縄方言で「クパ」）がモチーフとなっており、敷地内にも多く植栽されている。
- 高い宿泊費用にもかかわらず人気があり、年間稼働率は80％以上と高く、トップシーズンは満室状態となる。但し、各クレジットカードのブラックカードなどの高付加価値クレジットカードの利用者対象に、常に数部屋分空き室（クラブフロア以上のグレード）を確保している。
- 上得意客には季刊誌「TERRACE FOUR SEASONS」（客室に常備している小冊子）やカレンダーが自宅宛に送られてくる。これらの季刊誌やカレンダーに使われている写真は著名な写真家、三好和義氏が撮影したものである。
- サービスについても従業員教育が徹底しており、マンツーマンのOJT指導で人材育成を行っている。そのため、宿泊客の顧客満足度は非常に高く、日本のリゾートホテルの中ではトップクラスの部類に入る。JTB協定旅館ホテル連盟が選定する「サービス優秀旅館ホテル表彰・大規模宿泊施設部門｣においては､1999年度に沖縄地区での大規模宿泊施設部門にて｢サービス優秀ホテル｣を受賞。2002年度と2005年度、2009年度に「最優秀ホテル・大規模宿泊施設部門｣（全国部門）を受賞。2006年度沖縄ビジネス大賞（主催・県産業振興公社、県）では人材育成部門で受賞している。
- ザ・テラスホテルズにはオリオンビールが主要株主として出資しているため、ビールはもちろん、室内に常備されているホテルオリジナルミネラルウォーターも「オリオンビール製」（オリオンアクアビート）となっている。
- 万国津梁館そばには、九州・沖縄サミット開催に尽力し、開催前に志半ばにして急逝した小渕恵三の像がある。
- バニアンビレッジに隣接する旧名護浦荘跡地に、タラソテラピーの提供を特徴とする新しい宿泊棟「ザ・テラスクラブ・ウェルネスリゾート・アット・ブセナ」がある。客室数は68室。